# 新名古屋火力発電所
新名古屋火力発電所（しんなごや かりょくはつでんしょ）は、愛知県名古屋市港区の名古屋港潮見埠頭（9号埋立地）にあるJERAの天然ガス火力発電所。

## 概要
名古屋市内にある唯一の発電所で、市内の一般家庭向け電力の多くをまかなう。通称は「新名火」（しんめいか）。
1959年（昭和34年）に石炭火力発電所として1号機が運転を開始、1964年（昭和39年）までに6号機までが建設され、総出力125万6,000kWに達し当時「東洋一」と呼ばれた。
その後、老朽化に伴い1〜6号機は廃止され、新たに高効率LNG焚きコンバインドサイクル発電方式を採用した7、8号系列が建設された。
2019年4月に中部電力からJERAに承継された。

## 発電設備
- 総出力：305.8万kW（2011年現在）[2]
- 敷地面積：約42万6,111m2

7号系列
発電方式：1,300℃級コンバインドサイクル発電(Advanced Combined Cycle)方式
定格出力：145.8万kW（24.3万kW × 6軸）
　ガスタービン：15.8万kW × 6軸
　蒸気タービン： 8.5万kW × 6軸
使用燃料：LNG
熱効率：54.0%（低位発熱量基準）
着工：1994年（平成6年）
営業運転開始：1998年（平成10年）12月
8号系列
発電方式：1,500℃級コンバインドサイクル発電(More Advanced Combined Cycle)方式
定格出力：160万kW（40万kW × 4軸）
　ガスタービン：26万8,800kW × 4軸
　蒸気タービン：13万1,200kW × 4軸
使用燃料：LNG
熱効率：58.0%（低位発熱量基準）
着工：2005年（平成17年）
営業運転開始
　8-1号：2008年（平成20年）10月
　8-2号：2008年（平成20年）7月
　8-3号：2008年（平成20年）6月
　8-4号：2008年（平成20年）4月
その他
煙突：高さGL+150m、直径9m×2筒

## 廃止された発電設備

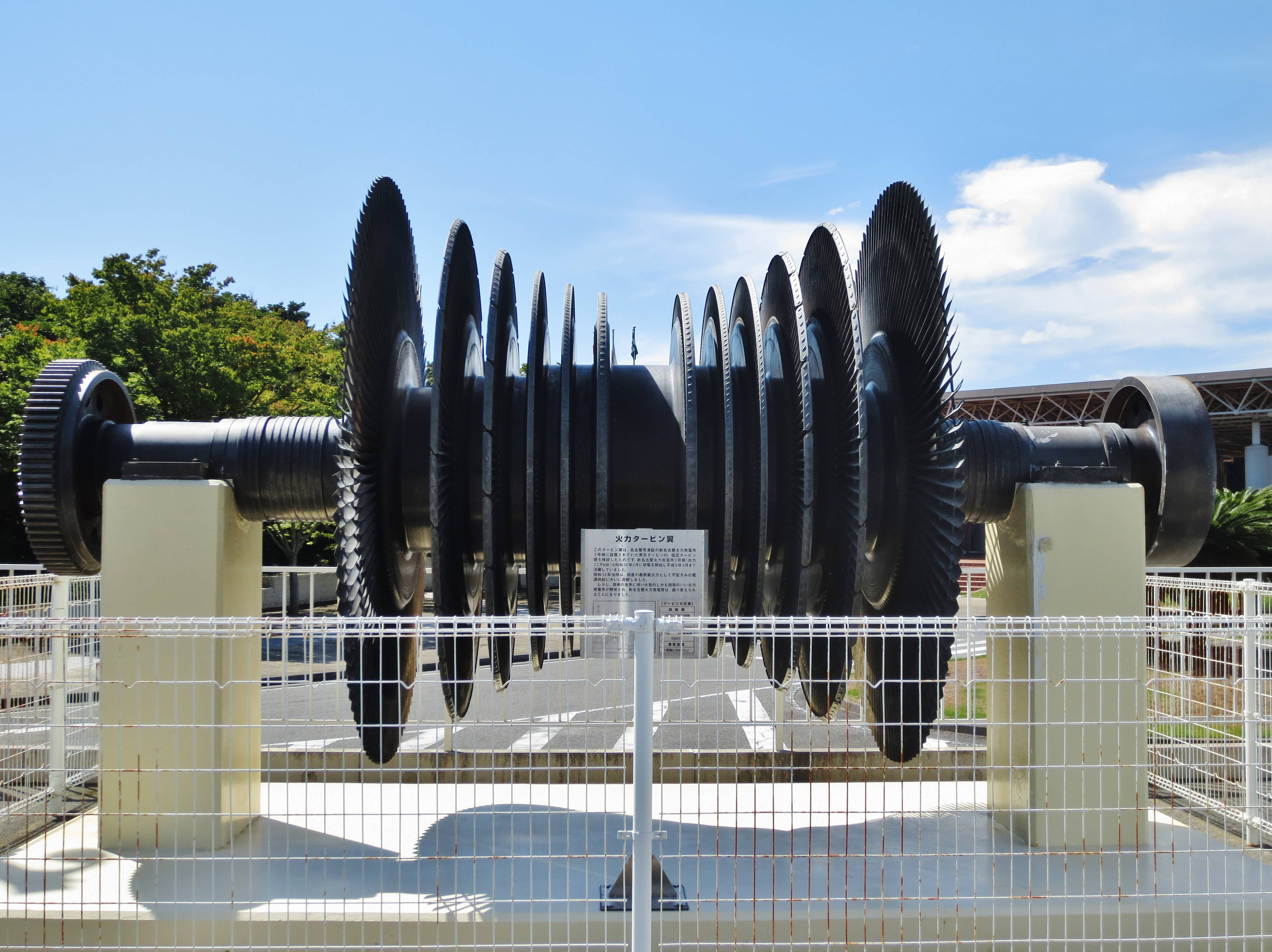
新名古屋火力3号機でかつて使用されていた蒸気タービン（静岡県御前崎市浜岡原子力館）

- 総出力：125.6万kW
- 発電方式：汽力発電方式

1号機（廃止）
定格出力：15.6万kW
使用燃料：重油（1972年までは石炭）
営業運転期間：1959年（昭和34年） - 1992年（平成4年）
2号機（廃止）
定格出力：22万kW
使用燃料：重油（1972年までは石炭）
営業運転期間：1961年（昭和36年） - 1992年（平成4年）
3号機（廃止）
定格出力：22万kW
使用燃料：重油（1972年までは石炭）
営業運転期間：1962年（昭和37年） - 1992年（平成4年）
4号機（廃止）
定格出力：22万kW
使用燃料：重油（1972年までは石炭）
営業運転期間：1963年（昭和38年） - 1992年（平成4年）
5号機（廃止）
定格出力：22万kW
使用燃料：重油（1972年までは石炭）
営業運転期間：1963年（昭和38年） - 2002年（平成14年）3月31日
6号機（廃止）
定格出力：22万kW
使用燃料：重油（1972年までは石炭）
営業運転期間：1964年（昭和39年） - 2002年（平成14年）3月31日